# Eugene Wright

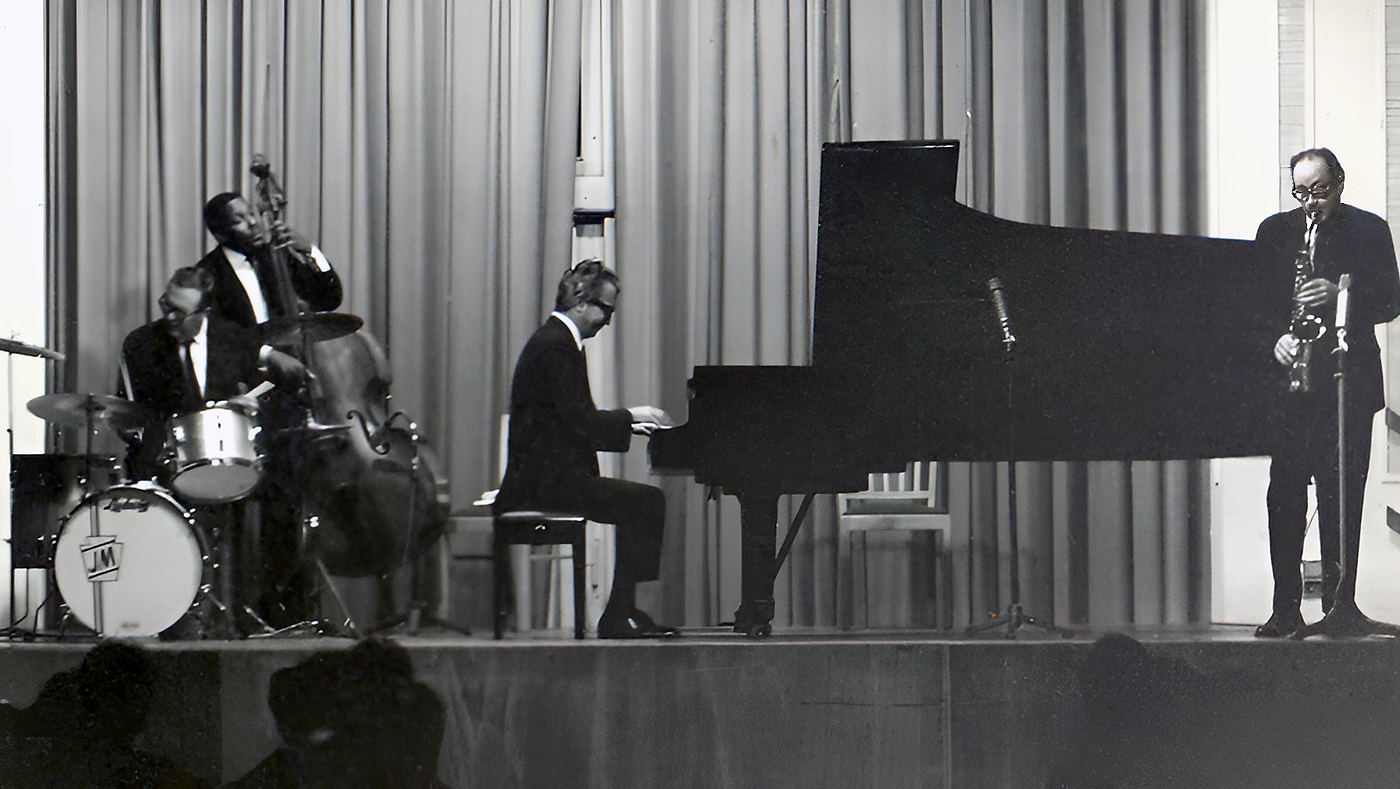
Das Dave Brubeck Quartet 1967 mit Eugene Wright am Kontrabass

„The Senator“ Eugene Joseph Wright (* 29. Mai 1923 in Chicago, Illinois; † 30. Dezember 2020 in Los Angeles, Kalifornien) war ein US-amerikanischer Jazz-Kontrabassist. Bekannt wurde er als Mitglied des Dave Brubeck Quartet, besonders durch das bekannteste Album der Gruppe Time Out (1959), mit dem Pianisten Brubeck, dem Schlagzeuger Joe Morello und dem Saxophonisten Paul Desmond.

## Leben und Wirken
Wright, der sich das Bassspiel im Wesentlichen selbst beigebracht hatte, spielte mit der Lonnie-Simmons-Gruppe und leitete von 1943 bis 1946 seine eigene Band, die „Dukes of Swing“, zu der zeitweise Sun Ra und Yusef Lateef gehörten.
Wright war dann bei Gene Ammons (1946–48, 1949–51), bei Count Basie (1948/49), bei Arnett Cobb (1951/52) und bei Red Norvo tätig, mit dem er international auf Tournee ging. Sein großer Durchbruch gelang jedoch erst, als er 1958 Mitglied der Band von Brubeck wurde.  Er spielte einen sehr soliden Jazz, der von Brubecks Spielweise beeinflusst war und blieb bis 1968 in dessen Band. Anschließend gehörte er für mehrere Jahre zum Trio von Monty Alexander. Dann war er viel als Studiomusiker tätig, unterrichtete aber auch. Später leitete er die Jazzabteilung der University of Cincinnati und der International Society of Bassists.
Er spielte außerdem mit Charlie Parker, Billie Holiday, Carmen McRae, Buddy DeFranco, Red Norvo, Cal Tjader, Kai Winding, Vince Guaraldi, Karen Hernandez, Sonny Stitt und Dorothy Donegan. Sein Spitzname unter Jazzmusikern war „The Senator“.
Mit Basically Wright legte er ein Buch seiner Kompositionen für Kontrabass vor, das bei Hansen verlegt wurde.
Er war viele Jahre das einzige noch lebende Mitglied der klassischen Besetzung des Dave Brubeck Quartetts. Er starb am 30. Dezember 2020 im Alter von 97 Jahren in einer Einrichtung für betreutes Wohnen in Los Angeles.